# جون إف. رايت
جون إف. رايت (بالإنجليزية: John F. Wright)‏ هو قاضي ومحامي أمريكي، ولد في 24 ديسمبر 1945، وتوفي في 18 مارس 2018.